# Milijana Gligić - Mikica
Milijana Gligić - Mikica,  slovenska pesnica in pisateljica, * 15. september 1953, Smederevska Palanka, Srbija.

## Življenje
Osnovno šolo je obiskovala v Smederevski Palanki in nato nadaljevala srednjo ekonomsko šolo v Veliki Plani. Kasneje se je odločila za študij ekonomije v Ljubljani in Mariboru, vendar ni diplomirala. V tem času se je poročila in ima tri otroke.
Do leta 1973 je delala na različnih delovnih mestih kot tudi v različnih organizacijah v Ljubljani (bilancist, vodja računovodstva). V času razpada bivše skupne države Jugoslavije je delala v zbirnem centru za begunce v Ljubljani. Od leta 2003 do 2008 je delala na Centru za socialno delo Trebnje in sicer ukvarjala se je s socializacijo in integracijo Romov na področju Trebnjega in širše okolice. Od 21. 7. 2008 dalje je zaposlena kot romska pomočnica na Osnovni šoli Trebnje. Kultura ji je blizu že od malega. Kot učenka je že pisala za šolski in lokalni časopis, zdaj pa rada piše zgodbe, pesmi, blizu ji je haiku.

## Delo
- Bežeči ježi (2010) (COBISS)
- Oba sva samo otroka - Duj hinjam samo chavora  (2010) (COBISS)
- Ko tišina spregovori - Ka tiho prevakeri (2017)

## Posebni dosežki
- Od leta 1980 do leta 1982 je sodelovala na razpisu Zveza pisateljev Slovenije s pesmimi v svojem maternem jeziku. Med številnimi prijavami je bila nagrajena med najboljših deset.
- Od leta 2004 dalje ji Občina Trebnje in Romsko društvo Romano drom vsako leto podelita pohvalo in priznanje ob svetovnem dnevu Romov, ki se odvija 8. aprila.
- 13. 4. 2007 je dobila občinsko priznanje občine Trebnje za prizadevno delo pri socializaciji in integraciji Romov.
- Leta 2009 je dobila nagrado za pesem v romskem jeziku z naslovom »Kon Hilo Krivo - Kdo je kriv?« od romske skupnosti Črnomelj.
- Istega leta (2009) je naredila 9-mesečni tečaj za vodjo romske Skupine starih ljudi za samopomoč. S tem se ukvarja še danes.
- Leta 2009 in 2010 je prejela pohvalo župana Občine Trebnje za uspehe na pedagoškem področju. V tem času je delala kot romski pomočnik.
- V letu 2009 in 2010 se je udeležila projekta Uspešno vključevanje Romov v vzgojo in izobraževanje (UVRVI).
- Leta 2010 je dobila pohvalo Občine Trebnje in kulturnega društva Romano drom za mladinsko igro Dovolj velika kazen, kjer so nastopali otroci OŠ Trebnje.